# Ryggfjälltjärnarna (Hotagens socken, Jämtland, 712157-143567)
Ryggfjälltjärnarna är en sjö i Krokoms kommun i Jämtland och ingår i Indalsälvens huvudavrinningsområde. Sjön har en area på 0,183 kvadratkilometer och ligger 746,6 meter över havet. Ryggfjälltjärnarna ligger i Gråberget-Hotagsfjällen Natura 2000-område.

## Delavrinningsområde
Ryggfjälltjärnarna ingår i det delavrinningsområde (712173-143544) som SMHI kallar för Utloppet av Ryggfjälltjärnarna. Medelhöjden är 779 meter över havet och ytan är 1,37 kvadratkilometer. Det finns inga avrinningsområden uppströms utan avrinningsområdet är högsta punkten. Vattendraget som avvattnar avrinningsområdet har biflödesordning 3, vilket innebär att vattnet flödar genom totalt 3 vattendrag innan det når havet efter 312 kilometer. Avrinningsområdet består mestadels av skog (79 procent). Avrinningsområdet har 0,18 kvadratkilometer vattenytor vilket ger det en sjöprocent på 13,4 procent.